# Longitarsus fowleri
Longitarsus fowleri là một loài bọ cánh cứng trong họ Chrysomelidae. Loài này được Allen miêu tả khoa học năm 1967.